# سیکلید سرقوزی
سیکلید سرقوزی یا سیکلید کله‌قوزی، (نام علمی: Cyphotilapia frontosa)، که بیشتر به اسم فرانتوزا شناخته میشود گونه ای از ماهی‌های سیکلید آفریقای شرقی بومی دریاچه تانگانیکا است. نام این سرده ترکیبی از واژه یونانی "cypho" به معنای «خمیده» و tilapia است که در گویش محلی به معنای «ماهی» است. نام گونه frontosa اشاره‌ای به پیشانی نسبتاً بزرگ آن است.

## ویژگی‌ها
سیچلاید فرانتوزا می‌تواند تا ۳۳ سانتیمتر (۱٫۱ فوت) رشد کند. حتی نمونه‌هایی که در اسارت باشند به‌طور بالقوه به این اندازه رشد می‌کنند. ماهی دارای علائم مشخصی عبارت از پنج تا هفت نوار عمودی مشکی است که بدن و سر سفید یا آبی و باله‌های دنباله دار با رنگ آبی مشخص را تزیین می‌کند. این گونه همچنین یک قوز گردن ایجاد می‌کند که در نمونه‌های قدیمی تر مشخص تر است. فرانتوزا یک گونه بدون دودیسی جنسی است، اگرچه قوز در نرها گهگاه بارزتر است. این ماهی‌ها می‌توانند بیش از ۲۵ سال عمر کنند.

## پراکندگی و زیستگاه
این گونه بومی دریاچه تانگانیکا در شرق آفریقا است و در نیمه شمالی دریاچه گسترده‌است. این گونه عموماً در اعماق بیشتری (۳۰ تا ۵۰ متر) نسبت به سایر سیچلایدها زندگی می‌کند و در اوایل صبح به سمت آب‌های کم‌عمق می‌آید تا از ماهی‌های گله‌زی مانند گونه‌های سیچلاید ساردین تغذیه کند. زمانی که در آکواریوم نگهداری می‌شوند، باید در دمای آب بین ۲۵ تا ۳۰ درجه نگهداری شوند، همچنین به نقاط تاریک و غارهای زیادی نیاز دارند.